# João Poupino Caldas
João Poupino Caldas (Cuiabá, 7 de julho de 1790 — 9 de maio de 1837) foi um militar e político brasileiro, governou interinamente a Província de Mato Grosso, durante o período regencial, justamente quando eclode na capital o levante cuiabano conhecido por Rusga.

## Biografia
Descendia Poupino de uma das tradicionais famílias cuiabanas, neto do Capitão Joaquim Lopes Poupino, Intendente das Obras do Real Forte Príncipe da Beira, ali estabelecido desde meados do século XVIII. Era o segundo filho de Manuel Ventura Caldas e de Ana de Alvim Poupino, dentre os quatro filhos que teve o casal: Bento José, João, Mariana e Maria Tereza.
Órfão aos dez anos de idade, gozava a família de boa situação econômica que o pai, comerciante, deixara. A despeito disto, seguiu João Poupino a carreira militar e dedicado ao comércio, como seus antepassados, gozando de grande prestígio na sociedade cuiabana, ingressando com sucesso na política.
Participou, em 1820, dos movimentos nacionalistas em Cuiabá. Casou-se, aos 30 anos, com Luísa Albuquerque, com quem teve um único filho, chamado Antonio e que era surdo, morto em 1857; consta, porém, que teve diversos filhos naturais, de quem tornava-se padrinho.
Alfredo d'Escragnolle Taunay narra, na sua obra A Cidade de Mato Grosso, um episódio onde um indivíduo, contratado para assassiná-lo, procurou-o a pretexto de tomar por empréstimo a quantia vultosa de 10 oitavas de ouro que, sendo negada, ensejaria uma briga na qual Poupino seria morto; mas este, generoso, nega o pedido, alegando não possuí-lo, mas cede-lhe em troca 50 oitavas em cobre. O homem volta aos que tinham lhe encomendado o serviço e este teria, então, declarado: "Qual senhores, um homem daquelles não se mata! Procurem outro de menos consciência que eu."
Na milícia foi tenente e depois capitão da milícia da Vila de Cuiabá. Quando dos acontecimentos da Rusga, em 1834, procurou de todas as formas contemporizar os ânimos e, mais tarde, deu cabo às primeiras punições.
Mais tarde, retornando aqueles que tinham sido punidos a Cuiabá, Poupino vê-se cercado de inimigos, sobretudo os que se sentiam vítimas de injustiças, como o juiz Paschoal Domingos de Miranda. O outrora poderoso Poupino julga ser melhor deixar Cuiabá, cioso de que tramavam contra si.

## Morte
Na semana da véspera das festas do Divino de 1837, da qual era Imperador um seu cunhado, Poupino realiza visitas de despedidas pois tinha pronta a viagem para o Rio de Janeiro.
Ao regressar de uma dessas visitas, recebe pelas costas um tiro fatal, na esquina da rua Bela com o Beco da Câmara. Era o fim de sua trajetória de vida, e seus algozes nunca restaram identificados, seguindo-se a indiferença das autoridades. A tradição aponta que fora o crime executado por um certo Manuel Amazonas, que foi morto algum tempo depois, sem contudo restar certeza. A lacuna do poder que deixou foi preenchida por Manuel Alves Ribeiro, marcado pelas agitações das décadas de 1840 e 1850.

## Governo
Poupino foi 2º vice-presidente da província de Mato Grosso, exercendo a presidência interinamente de 28 de maio a 22 de setembro de 1834. 
Tido por nacionalista e bastante popular entre os locais, dois dias depois de sua posse eclode o movimento conhecido por Rusga, um dos muitos que agitaram as Regências. Cercado, procurando ganhar tempo junto aos rebeldes, Poupino pediu um prazo de um mês para que deixasse o governo, sendo lhe concedido um dia. Mais tarde ele e os conselheiros seriam acusados de conivência com o movimento, que foi duramente reprimido por seu sucessor, Antônio Pedro de Alencastro.